# Hôtel Pellé de Montaleau
El hôtel Pellé de Montaleau (también conocido como Hôtel de Bosredon) es un hôtel particulier ubicada en la Plaza de las Victorias en el 2 distrito de París, Francia. Está en el lado noroeste de la plaza, entre los hoteles de Prévenchères y Gigault de La Salle.
Data de finales del siglo XVII y fue catalogado como monumento histórico en 1926.